# 旗生泰一
旗生 泰一（はたぶ たいいち、1964年（昭和39年）7月7日 - ）は、日本の実業家。富士フイルムビジネスイノベーションジャパン代表取締役社長。福岡県出身。

## 略歴
1987年3月、西南学院大学商学部卒業
1987年4月、富士ゼロックス（現・FFBI）入社
2006年4月、段オフィスサービス営業部統合ソリューション&サービスセンター長
2009年4月、グローバルサービス営業本部サービスデリバリーオペレーションズ部長
2014年4月、富士ゼロックスサービスリンク（現・富士フイルムサービスリンク）常務執行役員 営業本部長
2018年4月、富士ゼロックス営業推進部長
2019年4月、富士ゼロックス販売戦略推進部長
2019年6月、富士ゼロックス執行役員国内営業戦略・計画管掌
2021年4月、富士フイルムビジネスイノベーションジャパン（FFBBIJ）常務執行役員全社横断機能管掌
2022年4月、FFBBIJ常務執行役員全社横断機能地域支社（東京統括除く）管掌
2022年6月、FFBBIJ取締役執行役員国内営業、アフターサービス統括管掌兼FFBBIJ取締役社長就任